# Michael TANON
1. Michael Tanon

Modèle:Infobox personne
Michael Tanon (né le 4 juin 1997 en Côte d'Ivoire) est un informaticien et entrepreneur ivoirien spécialisé dans le développement web et mobile, le marketing numérique, le référencement, le trading et la gestion des réseaux sociaux. Il est connu pour avoir créé plusieurs applications et plateformes numériques, telles que Ivoire Spot Magazine, Yomara Shop et Barasseurs.

## Biographie

### Formation
Michael Tanon détient un diplôme de niveau Bac+2 en informatique, avec une spécialisation en réseaux informatiques.

### Carrière
Michael Tanon se distingue par un profil polyvalent, combinant des compétences en développement web et mobile, administration de réseaux, marketing numérique et trading. Il est le fondateur de plusieurs projets numériques, notamment :
- **Ivoire Spot Magazine**, une application mobile disponible sur Google Play, dédiée à l'actualité urbaine, musicale et artistique en Afrique.
- **Yomara Shop**, une plateforme de commerce en ligne.
- **Lhacienda Vendeurs**, une application iOS permettant aux commerçants de gérer leurs boutiques, commandes et stocks.
- **Easy Shop**, My Panel SMM et Sodiket, autres projets numériques qu'il a développés.
En février 2024, son projet Ivoire Spot Music est présenté lors de l'émission 17/19 sur Radio Elit’Mag, mettant en avant ses contributions à la promotion de la culture africaine à travers des plateformes numériques.
Tanon est également actif dans le domaine du marketing numérique, se décrivant comme un "informaticien hybride" avec des compétences en gestion de systèmes, support technique avancé et publicité en ligne. Il est affilié à l'entreprise Yomara Technologie LTD.

## Réalisations
Michael Tanon a développé plusieurs applications disponibles sur Google Play, telles que Les Maths Pour Enfant, Connected Words et Foxsender - Outil Marketing. Ces applications témoignent de son engagement à créer des outils numériques accessibles et variés.